# Mabel Lost and Won
Mabel Lost and Won és curtmetratge mut de la Keystone, dirigit per Mack Sennett i protagonitzat per Mabel Normand. La pel·lícula es va estrenar el 3 de juny de 1915.

## Argument
Durant la festa d'inauguració de casa la seva mare, Mabel es compromet amb un noi, davant l'enveja d'una noia que assisteix a la festa. En un moment en què un convidat pesat convenç Mabel que balli amb ell, l'altra noia —amb l'excusa que té molt mal de cap— aprofita per posar-lo en una posició compromesa intentant seduir-lo. En aquell moment són descoberts per Mabel i el noi no és capaç de justificar la seva innocència. La mare de Mabel fa fora al noi, però just en aquell moment apareixen el marit i els tres fills de l'altra noia, que se l'enduen, i al final es produeixen les explicacions entre els enamorats que es reconcilien.

## Repartiment
- Mabel Normand (Mabel)
- Owen Moore (xicot de Mabel)
- Alice Davenport (mare de Mabel)
- Dora Rogers (la seductora)
- Hugh Fay (amic de la seductora)
- Mack Swain (marit de la seductora)
- Ollie Carlyle (minyona)